# Пайн-Айленд (Флорида)
Пайн-Айленд (англ. Pine Island) — статистически обособленная местность, расположенная в округе Эрнандо (штат Флорида, США) с населением в 64 человека по статистическим данным переписи 2000 года.

## География
По данным Бюро переписи населения США статистически обособленная местность Пайн-Айленд имеет общую площадь в 0,26 квадратных километров, водных ресурсов в черте населённого пункта не имеется.
Статистически обособленная местность Пайн-Айленд расположена на высоте 1 м над уровнем моря.

## Демография
По данным переписи населения 2000 года в Пайн-Айленд проживало 64 человека, 20 семей, насчитывалось 16 домашних хозяйств и 45 жилых домов. Средняя плотность населения составляла около 246,15 человека на один квадратный километр. Расовый состав населённого пункта распределился следующим образом: 87,50 % белых, 9,38 % — чёрных или афроамериканцев, 1,56 % — выходцев с тихоокеанских островов, 1,56 % — представителей смешанных рас, Испаноговорящие составили 1,56 % от всех жителей статистически обособленной местности.
Из 16 домашних хозяйств в 20,7 % воспитывали детей в возрасте до 18 лет, 48,3 % представляли собой совместно проживающие супружеские пары, в 20,7 % семей женщины проживали без мужей, 31,0 % не имели семей. 24,1 % от общего числа семей на момент переписи жили самостоятельно, при этом 3,4 % составили одинокие пожилые люди в возрасте 65 лет и старше. Средний размер домашнего хозяйства составил 2,21 человек, а средний размер семьи — 2,50 человек.
Население статистически обособленной местности по возрастному диапазону по данным переписи 2000 года распределилось следующим образом: 15,6 % — жители младше 18 лет, 9,4 % — между 18 и 24 годами, 23,4 % — от 25 до 44 лет, 34,4 % — от 45 до 64 лет и 17,2 % — в возрасте 65 лет и старше. Средний возраст жителей составил 46 лет. На каждые 100 женщин в Пайн-Айленд приходилось 93,9 мужчин, при этом на каждые сто женщин 18 лет и старше приходилось 80,0 мужчин также старше 18 лет.
Средний доход на одно домашнее хозяйство статистически обособленной местности составил 40 000 долларов США, а средний доход на одну семью — 42 708 долларов. Доход на душу населения статистически обособленной местности составил 40 000 долларов в год. Все семьи имели доход, превышающий уровень бедности, 20,0 % от всей численности населения находилось на момент переписи населения за чертой бедности, при том все жители младше 18 и старше 65 лет имели совокупный доход, превышающий прожиточный минимум.